# Marjan Jelenko
Marjan Jelenko, né le 22 juin 1991 à Maribor, est un coureur du combiné nordique slovène.

## Biographie

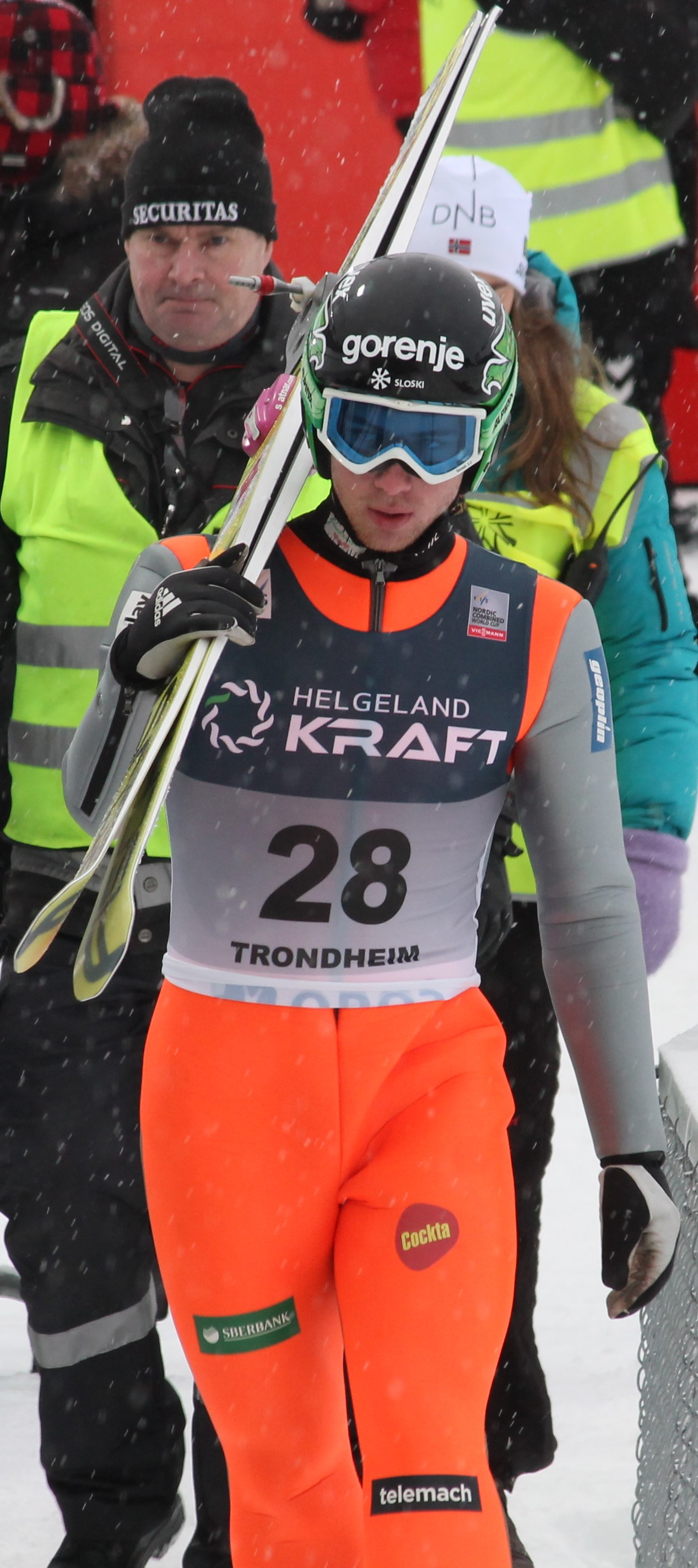
Jelenko en février 2016.

Originaire de Zreče, il prend part à ses premières compétitions internationales en 2007 et s'offre ses premiers succès dans la Coupe continentale en 2009 à Kranj et la Coupe OPA en 2010, où il remporte quatre manches. Son point fort devient le saut à ski, même s'il progresse en ski de fond.
Membre de l'équipe nationale slovène, Marjan Jelenko a remporté le titre de champion du monde junior en 2011 à Otepää lors de l'épreuve de sprint. Dans cette même compétition, il a également remporté une médaille d'argent lors de l'épreuve Gundersen 10 km, derrière Johannes Rydzek.
Il a également remporté l'édition 2012 de la coupe continentale de combiné nordique, y remportant trois manches supplémentaires. En 2012, il monte sur la troisième marche du podium du sprint par équipes d'Oberwiesenthal, comptant pour le Grand Prix d'été, en compagnie de Gasper Berlot. Deux ans plus, au Grand Prix à Villach, il se classe troisième en individuel, montant sur son premier et seul podium dans une compétition avec l'élite du combiné.
En Coupe du monde, il a fait ses débuts en janvier 2009 à Chaux-Neuve et obtenu son meilleur résultat en novembre 2012 à Lillehammer, où il finit cinquième à 4,5 secondes du vainqueur Magnus Moan seulement.
Aux Championnats du monde 2013 à Val di Fiemme, il se classe septième en individuel sur le petit tremplin. Il compte quatre autres participations aux Championnats du monde en 2009, 2011, 2015 et 2017.
Il participe aux Jeux olympiques de Sotchi 2014 et de Pyeongchang 2018. Son meilleur résultat est seizième à l'épreuve en grand tremplin en 2014.
Il finit sa carrière en 2019 en raison d'un manque de motivation.

## Palmarès

### Jeux olympiques d'hiver
| Épreuve / Édition | Épreuve / Édition | Sotchi 2014 | Pyeongchang 2018 |
| Par équipes       | Par équipes       | —           | -                |
| Gundersen         | PT                | 21e         | 44e              |
| Gundersen         | GT                | 16e         | 41e              |

### Championnats du monde
| Épreuve / Édition | Épreuve / Édition                  | Liberec 2009                     | Oslo 2011                        | Val di Fiemme 2013               | Falun 2015                       | Lahti 2017                       |
| Gundersen         | PT + 10 km                         | 55e                              | 27e                              | 7e                               | 46e                              | 42e                              |
| Gundersen         | GT + 10 km                         | 38e                              | 39e                              | Abandon                          | 44e                              | Abandon                          |
| Gundersen         | Mass-start (départ en masse) 10 km | 22e                              | Épreuve inexistante à cette date | Épreuve inexistante à cette date | Épreuve inexistante à cette date | Épreuve inexistante à cette date |
| Par équipes       | PT                                 | -                                | 8e                               | 9e                               | -                                | -                                |
| Par équipes       | GT                                 | -                                | 10e                              | Épreuve inexistante à cette date | Épreuve inexistante à cette date | Épreuve inexistante à cette date |
| Par équipes       | Sprint                             | Épreuve inexistante à cette date | Épreuve inexistante à cette date | 9e                               | 10e                              | 11e                              |

### Coupe du monde
- Meilleur classement général : 19e en 2013.
- Meilleur résultat individuel : 5e.

#### Classements en Coupe du monde
| Année     | Classement général final |
| 2008-2009 | 74e                      |
| 2011-2012 | 56e                      |
| 2012-2013 | 19e                      |
| 2013-2014 | 27e                      |
| 2014-2015 | 47e                      |
| 2015-2016 | 34e                      |
| 2016-2017 | 63e                      |
| 2017-2018 | 44e                      |

### Grand Prix
- Meilleur classement général : 4e en 2014.
- 1 podium individuel.
- 1 podium en sprint par équipes.

### Coupe continentale
- Vainqueur du classement général en 2012.
- 8 podiums individuels, dont 5 victoires.